# Bandeira de Åland

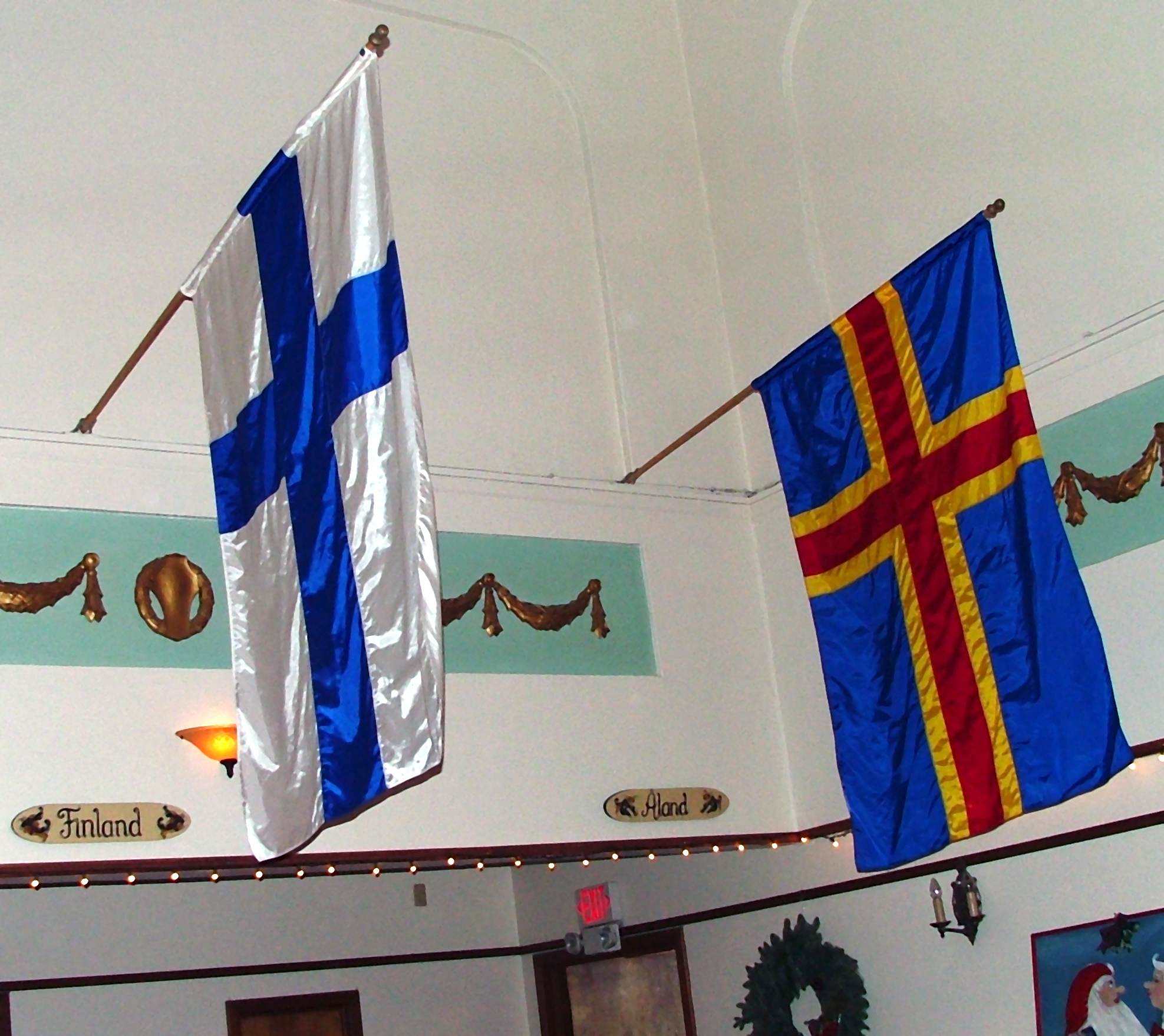
A bandeira de Åland ladeada pela bandeira da Finlândia.

A bandeira de Åland é um dos simbolos oficiais e representa geográfica e politicamente as ilhas Finlandesas de Åland, junto à costa da Suécia. A bandeira, é uma bandeira da Suécia alterada com uma cruz vermelha que simboliza a Finlândia.

## História
A bandeira é oficial para a província Finlandesa desde 1954. Foi hasteada pela primeira vez na capital Mariehamn a 3 de Abril de 1954. Antes da autonomia, uma bandeira bicolor horizontal de três bandas azul-amarelo-azul era utilizada.
Quando a Finlândia declarou a independência da Rússia em 1917, os habitantes das ilhas Åland temiam por sua língua e cultura sueca e se mobilizaram para uma reunião com a Suécia. Na Idade Média, o arquipélago de Åland era uma província da Suécia. Em termos eclesiásticos, as ilhas pertenciam à diocese de Abo (Turku) na Finlândia e, portanto, a província foi perdida para a Rússia em 1809. A questão foi finalmente resolvida pela Liga das Nações em 1921. As ilhas deveriam fazer parte da Finlândia, mas eles deveriam gozar de autonomia.

Bandeira não-oficial (1921-1954)

## Características
Seu desenho consiste num retângulo de proporção largura-comprimento de 17:26 com uma cruz nórdica vermelha contornada por linhas amarelas em um fundo azul.  As proporções da cruz são, horizontalmente, 8:1,5:2:1,5:13, sendo 8 unidades de azul, 1,5 unidade de amarelo, 2 unidades de vermelho, 1,5 unidade de amarelo e 13 unidades de azul. Na vertical, a bandeira possui a proporção (da esquerda para a direita) 6:1,5:2:1,5:6, sendo 6 unidades de azul, 1,5 unidade de amarelo, 2 unidades de vermelho, 1,5 unidade de amarelo e 6 unidades de azul. O vermelho da bandeira é a pantone 186C, o azul 2945C e o amarelo-ouro 116C.

## Simbolismo
As cores amarela e azul, que são as mesmas da Bandeira da Suécia reflete o fato de que a população do arquipélago é predominantemente de origem sueca. O vermelho faz alusão ao Brasão da Finlândia, que tem um fundo vermelho.